# Kyle Cumiskey
Kyle Cumiskey, född 2 december 1986 i Abbotsford, British Columbia, är en kanadensisk professionell ishockeyspelare som är kontrakterad till NHL-organisationen Chicago Blackhawks och spelar för deras primära samarbetspartner Rockford Icehogs. Han har tidigare spelat på NHL-nivå för Colorado Avalanche och på lägre nivåer för Albany River Rats, Lake Erie Monsters och Syracuse Crunch i AHL, Modo Hockey i Elitserien/SHL och Kelowna Rockets i Western Hockey League (WHL).

## Karriären
Efter att ha spelat juniorhockey i sin hemstad Abbotsford, spelade Cumiskey ett år med Penticton Panthers i British Columbia Hockey League (BCHL). Han valdes inte i WHL Bantam Draft utan skrev på för Kelowna Rockets som free agent under 2003. Totalt blev det tre säsonger för Cumiskey i Rockets, på vilka han gjorde 79 poäng på 177 matcher. Han draftades av Colorado Avalanche i den sjunde omgången av 2005 års draft, 222:e totalt, efter sin andra juniorsäsong.
Cumiskey tillbringade större delen av säsongen 2006–2007 i AHL-laget Albany River Rats, men kallades upp till Avalanche för spel i nio matcher. Hans första mål i NHL blev det avgörande 2-1-målet på Manny Fernandez i straffläggningen mot Minnesota Wild den 6 januari 2007.
Under de kommande två säsongerna delade Cumiskey speltiden mellan Lake Erie Monsters i AHL och Avalanche, dock var han borta från spel på grund av skador under en avsevärd tid under båda åren. En ljumskskada gjorde att Cumiskey missade 17 matcher under säsongen 2007–2008 och säsongen därefter avslutades i förtid på grund av en axeloperation den 18 februari.
Inför säsongen 2011-2012 skrev Cumiskey på ett tvåvägskontrakt med Colorado några dagar innan dess träningsläger skulle börja. Under försäsongen ådrog sig Cumiskey en hjärnskakning och placerades på skadereserven av Avalanche. Den 7 oktober 2011, en dag innan säsongspremiären öppnade, blev han placerad på waivers. Följande dag byttes Cumiskey till Anaheim Ducks mot Jake Newton samt ett villkorat draftval.
Den 8 juli 2012, med sina NHL-rättigheter fortfarande ägda av Anaheim Ducks, skrev Cumiskey på ett ettårskontrakt med Modo Hockey. Under 2012-2013 hade Cumiskey en framgångsrik offensiv säsong med Modo, och hamnade på en femteplats i backarnas poängliga med 32 poäng på 46 matcher.
Med avsikt att återuppta sin NHL-karriär skrev Cumiskey den 18 juni 2013 ett ettårskontrakt med Anaheim Ducks. Efter att ha deltagit i Ducks träningsläger inför säsongen blev Cumiskey nedskickad till Ducks AHL-lag Norfolk Admirals. Den 23 september 2013 kom Cumiskey överens om att ömsesidigt säga upp sitt kontrakt med Ducks och återvände den 2 oktober 2013 till Sverige för en andra säsong med Modo.

## Statistik
| 2002–2003             | Penticton Panthers    | BCHL                  | 59  | 10 | 11 | 21  | 36  | —  | — | —  | —  | —  |
| 2003–2004             | Penticton Panthers    | BCHL                  | 7   | 1  | 1  | 2   | 6   | —  | — | —  | —  | —  |
|                       | Kelowna Rockets       | WHL                   | 54  | 2  | 7  | 9   | 20  | 17 | 0 | 0  | 0  | 0  |
| 2004–2005             | Kelowna Rockets       | WHL                   | 72  | 4  | 36 | 40  | 47  | 24 | 0 | 13 | 13 | 12 |
| 2005–2006             | Kelowna Rockets       | WHL                   | 51  | 6  | 24 | 30  | 52  | 12 | 0 | 6  | 6  | 8  |
| 2006–2007             | Colorado Avalanche    | NHL                   | 9   | 1  | 1  | 2   | 2   | —  | — | —  | —  | —  |
|                       | Albany River Rats     | AHL                   | 63  | 7  | 26 | 33  | 32  | 5  | 0 | 2  | 2  | 6  |
| 2007–2008             | Colorado Avalanche    | NHL                   | 38  | 0  | 5  | 5   | 16  | —  | — | —  | —  | —  |
|                       | Lake Erie Monsters    | AHL                   | 5   | 1  | 1  | 2   | 4   | —  | — | —  | —  | —  |
| 2008–2009             | Colorado Avalanche    | NHL                   | 6   | 0  | 0  | 0   | 0   | —  | — | —  | —  | —  |
|                       | Lake Erie Monsters    | AHL                   | 28  | 5  | 12 | 17  | 16  | —  | — | —  | —  | —  |
| 2009–2010             | Colorado Avalanche    | NHL                   | 61  | 7  | 13 | 20  | 20  | 6  | 1 | 1  | 2  | 2  |
| 2010–2011             | Colorado Avalanche    | NHL                   | 18  | 1  | 7  | 8   | 10  | —  | — | —  | —  | —  |
| 2011–2012             | Syracuse Crunch       | AHL                   | 57  | 6  | 23 | 29  | 44  | 4  | 0 | 1  | 1  | 0  |
| 2012–2013             | Modo Hockey           | Elitserien            | 46  | 7  | 25 | 32  | 30  | 5  | 1 | 4  | 5  | 0  |
| 2013–2014             | Modo Hockey           | SHL                   | 45  | 4  | 24 | 28  | 16  | 2  | 0 | 0  | 0  | 0  |
| 2014–2015             | Chicago Blackhawks    | NHL                   | 7   | 0  | 0  | 0   | 0   | 9  | 0 | 0  | 0  | 0  |
|                       | Rockford Icehogs      | AHL                   | 54  | 2  | 18 | 20  | 10  | —  | — | —  | —  | —  |
| NHL totalt            | NHL totalt            | NHL totalt            | 139 | 9  | 26 | 35  | 48  | 15 | 1 | 1  | 2  | 2  |
| AHL totalt            | AHL totalt            | AHL totalt            | 207 | 21 | 80 | 101 | 106 | 9  | 0 | 3  | 3  | 6  |
| Elitserien/SHL totalt | Elitserien/SHL totalt | Elitserien/SHL totalt | 91  | 11 | 49 | 60  | 46  | 7  | 1 | 4  | 5  | 0  |
| WHL totalt            | WHL totalt            | WHL totalt            | 177 | 12 | 67 | 79  | 119 | 53 | 0 | 19 | 19 | 20 |